# Mendoncia mollis
Mendoncia mollis es una especie de planta fanerógama perteneciente a la familia de las acantáceas.

## Descripción
Es una planta trepadora con las hojas opuestas,  un poco peludas y ovadas. El fruto es una drupa, parecida a una oscura uva. Las flores están rodeadas por dos brácteas.

## Hábitat
La especie es nativa del hábitat del Cerrado de Brasil, especialmente en São Paulo. Además esta planta se encuentra en peligro de extinción, la información que se proporciona para el Gobierno del Estado de São Paulo, en el informe solicitado Resolução SMA - 48, de 21-09-2004.